# 布蓋希湖
47°10′10″N 7°40′6″E / 47.16944°N 7.66833°E
布蓋希湖（Burgaeschisee），是瑞士的湖泊，位於該國西部，處於伯恩州和索洛圖恩州接壤的邊界，長0.6公里、寬0.5公里，面積0.2平方公里，海拔高度465米，最大水深36米。